# Marengo
Marengo  (лат.) — род аранеоморфных пауков из подсемейства Ballinae в семействе пауков-скакунов (Salticidae). Из шести описанных в роде видов, только один обитает в Юго-Восточной Азии (в государстве Таиланд), а остальные пять обитают на острове Шри-Ланка.

## Этимология
Род получил название в честь итальянского города Маренго (англ. Marengo), где проходила Битва при Маренго, и имени коня императора Наполеона I.

## Виды
- Marengo crassipes Peckham & Peckham, 1892 — Шри-Ланка typus
- Marengo deelemanae Benjamin, 2004 — Таиланд
- Marengo inornata (Simon, 1900) — Шри-Ланка
- Marengo nitida Simon, 1900 — Шри-Ланка
- Marengo rattotensis Benjamin, 2006 — Шри-Ланка
- Marengo striatipes Simon, 1900 — Шри-Ланка